# Elfodd
Elfodd, Elvodug o Elfoddw (in latino Elbodus o Elbodius) (... – 809), è stato un vescovo gallese che convinse la chiesa gallese ad accettare il computo romano per determinare la data della Pasqua, così come era già stato approvato in Britannia nel Sinodo di Whitby nel 664.
Elfodd è stato associato in gioventù con il monastero di Holyhead nell'Anglesey e deve essere stato ancora relativamente giovane quando nel 768 persuase la chiesa gallese ad allinearsi a Roma sul metodo di calcolo della data della Pasqua. Gli annali Brut y Tywysogion affermano: "Otto anni dopo [768] fu spostata la Pasqua per i britannici, ed Elbodio il servitore di Dio la spostò".
La morte di Elfodd è registrata nell'anno 809. Brut y Tywysogion lo definisce "arcivescovo di Gwynedd", facendolo vescovo di Bangor. Nennio, che nella Historia Brittonum dice di essere stato allievo di Elfodd, lo descrive come un "santissimo vescovo" e rivela che Elfodd studiò le opere di Beda il Venerabile. Una fonte successiva afferma che fu consacrato vescovo nel 755, ma tale notizia è poco affidabile.